# Storia del Giappone

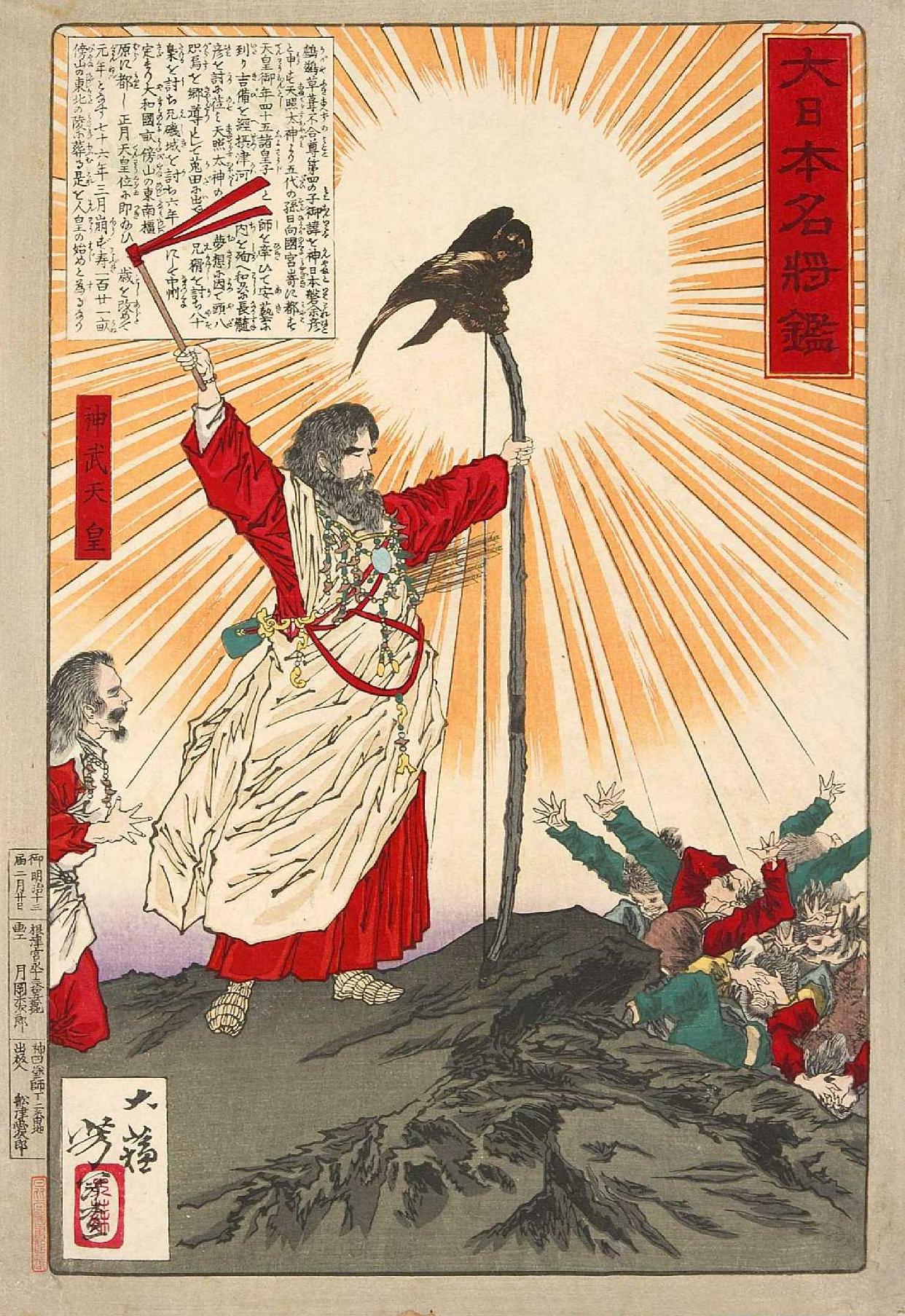
Fondazione del Giappone da parte del leggendario imperatore Jinmu in una stampa del periodo Meiji.

La storia del Giappone inizia con un primo spostamento umano in un gruppo di isole nella parte sud-orientale della penisola coreana, intorno al 10.000 a.C. Le prime tracce di industria litica e utensili primordiali risalgono a 32000 anni fa. Alcune delle ceramiche più antiche mai scoperte furono prodotte proprio qui intorno al 13.000 a.C. durante il periodo Jōmon rappresentando una delle prime forme di lavoro artistico della storia dell'umanità: le figurine dogū risalenti al 400 a.C. durante il periodo Yayoi, furono realizzate grazie a tecnologie importate dalla Cina e dalla Corea, come la coltivazione del riso e l'estrazione del bronzo e ferro.
Durante il periodo Yamato, che va dal 250 al 710, si vide emergere la prima forma di uno stato strutturato. Nei primi secoli vennero costruiti grandi tumuli funerari, chiamati kofun mentre la regione del Kansai iniziò ad imporsi come centro politico. Nel VI secolo, il Buddismo, giunto in Giappone attraverso la Cina e la Corea, cambiò profondamente la vita politica del Paese; una costituzione di 17 articoli di ispirazione buddista venne scritta nel 604 per vigilare sul funzionamento dello Stato. Molti immigrati provenienti dai regni coreani plasmarono la vita politica e le arti dell'arcipelago giapponese. Tra l'VIII e il XII secolo andò ad affermarsi una cultura classica che poteva godere del sostegno della corte imperiale. Fortemente influenzata da modelli continentali da cui si emancipò durante il X secolo, fu all'origine di opere come Tōdai-ji o il romanzo Genji monogatari. In questo periodo la scena politica era divisa tra il potere imperiale e il potere dei capi clan. I Fujiwara, Taira e Minamoto, a loro volta, monopolizzarono la maggior parte degli uffici dell'amministrazione. Con le carestie che regolarmente imperversano nel paese e l'insicurezza che ne derivava, si instaurò nel paese una classe sociale di combattenti, detti bushi antesignani dei Samurai.
Il medioevo giapponese si estende dal XII secolo alla fine del XVI secolo. Dopo la guerra di Genpei, conclusasi nel 1185, il paese fu governato per la prima volta da un governo esterno alla corte imperiale: il bakufu, con sede nella regione del Kantō. Tale governo bellicoso, guidato dal clan Hōjō, segnò l'era Kamakura (鎌倉 時代, Kamakura jidai), una delle 14 tradizionali suddivisioni della storia giapponese. In questo periodo, che iniziò nel 1185 per terminare nel 1333, il Giappone fu posto sotto l'autorità politica dello shogunato Kamakura; successivamente il potere venne conquistato dagli Ashikaga che, a partire dal 1336, intrapresero una intensa politica di ristrutturazione del paese. Con il periodo Sengoku, o era degli stati belligeranti, il medioevo giapponese andò verso il tramonto; questi furono anni segnati da grandi turbolenze sociali e politiche e dalla frammentazione del paese in diverse province e potentati. La riunificazione politica del paese fu comunque realizzata successivamente grazie all'impulso dato dai capi militari Oda Nobunaga, Toyotomi Hideyoshi e, poi, Tokugawa Ieyasu. Lo shogunato Tokugawa, iniziato nel 1603 e terminato nel 1868, corrisponde al periodo Edo, contraddistinto dapprima da una politica commerciale rivolta verso l'estero ma poi virta verso un isolamento a seguito dell'editto Sakoku del 1635. Il paese visse una fase di crescita demografica ed economica che si protrasse dal XVI al XVIII secolo. Il neoconfucianesimo, importato dalla Cina fu la base dell'organizzazione della società e stabilì una divisione sociale in più classi. Nel campo della cultura, si affermarono i generi Haiku, Kabuki si akabuki o haiku, mentre in campo scientifico gli studi rangaku permisero la diffusioni della scienza e della tecnica occidentale nell'arcipelago.
Nel 1868, con il ritorno del potere dell'imperatore al centro del sistema politico nacque l'Impero del Giappone. In concorrenza con il colonialismo occidentale nel continente asiatico, il Giappone intraprese una politica di espansione territoriale, culminata nel 1910 con l'annessione della Corea, l'invasione della Manciuria nel 1931 e con l'occupazione di parte della Cina nel 1937. Nel 1941 il paese partecipò alla Seconda Guerra mondiale al fianco delle potenze dell’Asse contro gli Alleati che si concluse dopo i bombardamenti atomici di Hiroshima e Nagasaki avvenuti nell'agosto del 1945 che costrinsero l'impero giapponese ad arrendersi. Dal 1945 al 1952, l'occupazione statunitense impose la democratizzazione del paese e l'adozione di una nuova costituzione. Dopo il 1955, il Giappone beneficiò di una crescita economica molto elevata diventando una potenza economica mondiale pur registrando una battuta d'arresto negli anni 1990. L'11 marzo 2011, il Giappone ha subito un terremoto e maremoto di magnitudo 9.0, uno dei terremoti più potenti mai registrati, che ha ucciso quasi 20 000 persone e causato il grave disastro nucleare di Fukushima Dai-ichi.

## Periodizzazione
La storia del Giappone si divide in grandi intervalli di tempo (comunemente chiamate "età") che a loro volta vengono suddivise in intervalli di durata minore chiamati "periodi" o "epoche". Questi ultimi si differenziano tra loro in base ai cambiamenti nella produzione artistica e a seconda dell'evoluzione della struttura politica del Paese: la loro classificazione è pertanto suscettibile a cambiamenti secondo la discrezione personale dei vari autori e per questo motivo vi sono divergenze sulla datazione dell'inizio e della fine di alcuni di questi periodi. La tabella sotto riporta la classificazione a opera dell'archeologo Charles T. Keally.
| Periodi storici del Giappone            | Periodi storici del Giappone | Periodi storici del Giappone |
| --------------------------------------- | ---------------------------- | ---------------------------- |
| Età preistorica                         | Paleolitico                  | 50/35.000-10.000 a.C.        |
| Età preistorica                         | Jōmon                        | 10.000-300 a.C.              |
| Età preistorica                         | Yayoi                        | 300 a.C.-250                 |
| Età preistorica                         | Kofun                        | 250-538                      |
| Età classica/antica (古代?, Kodai)      | Asuka                        | 538-710                      |
| Età classica/antica (古代?, Kodai)      | Nara                         | 710-794                      |
| Età classica/antica (古代?, Kodai)      | Heian                        | 794-1185                     |
| Età medievale (中世?, Chūsei)           | Kamakura                     | 1185-1336                    |
| Età medievale (中世?, Chūsei)           | Muromachi                    | 1336-1573                    |
| Età premoderna (近世?, Kinsei)          | Azuchi-Momoyama              | 1573-1603                    |
| Età premoderna (近世?, Kinsei)          | Edo                          | 1603-1868                    |
| Età moderna (近代/現代?, Kindai/Gendai) | Meiji                        | 1868-1912                    |
| Età moderna (近代/現代?, Kindai/Gendai) | Taishō                       | 1912-1926                    |
| Età moderna (近代/現代?, Kindai/Gendai) | Shōwa                        | 1926-1989                    |
| Età moderna (近代/現代?, Kindai/Gendai) | Heisei                       | 1989-2019                    |
| Età moderna (近代/現代?, Kindai/Gendai) | Reiwa                        | 2019-presente                |

### Ere giapponesi
Le nengō (年号?) o forniscono un altro tipo di classificazione della storia del Giappone, che viene suddivisa in base all'imperatore regnante. Tale sistema prevede che il nome dell'imperatore in quel momento al comando sia seguito dall'anno corrispondente al suo mandato; per esempio, il 1948 corrisponde al ventitreesimo anno del periodo Shōwa. In Giappone si usa sia il calendario gregoriano sia il sistema delle nengō, benché quest'ultimo sia raramente utilizzato nella bibliografia occidentale.

## Giappone preistorico

### Età della pietra

#### Paleolitico

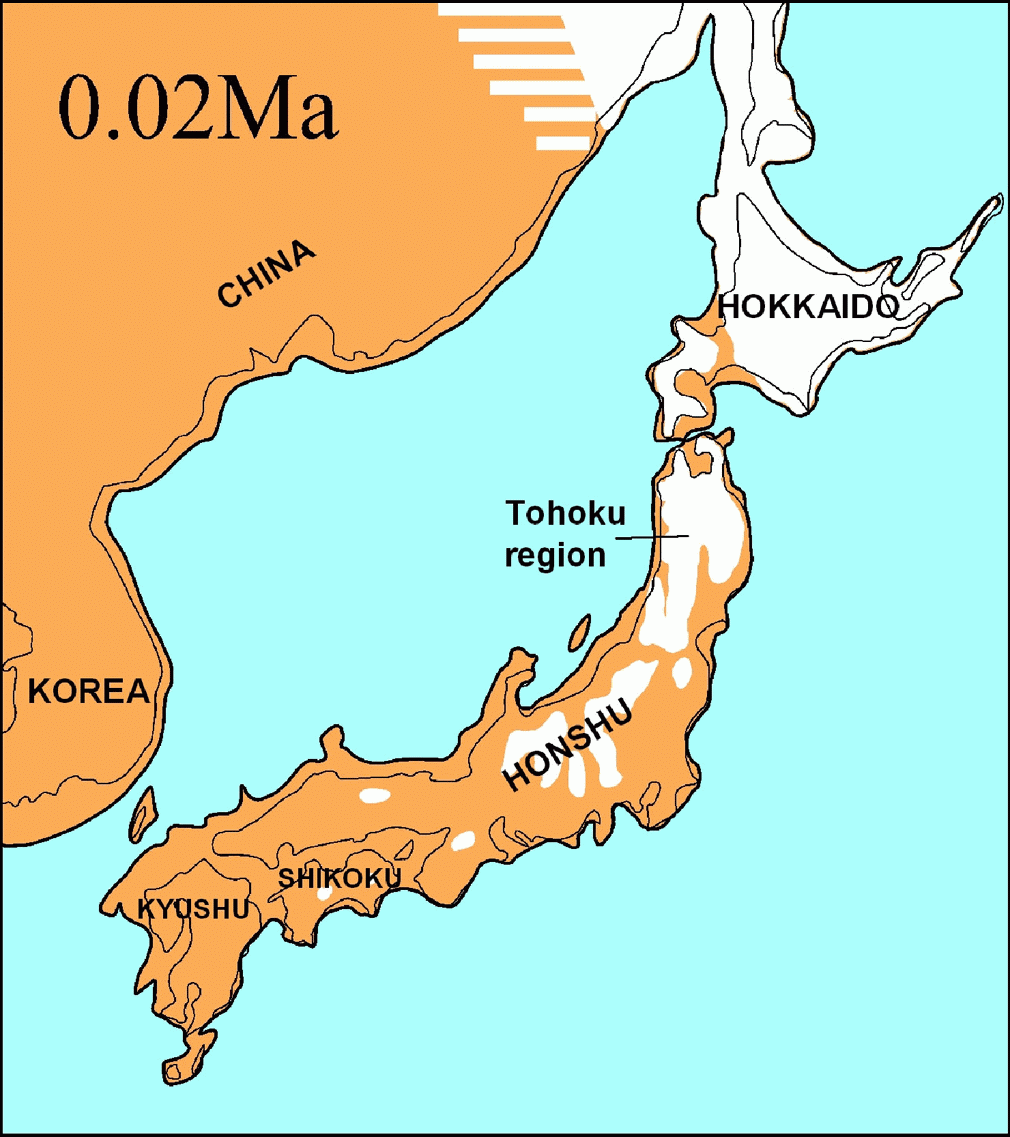
Il Giappone durante l'ultima era glaciale (circa 20000 anni prima dell'attuale). Le aree in arancione erano sopra il livello del mare, le aree in bianco rappresentano aree coperte di ghiaccio.

I primi insediamenti umani in Giappone avvenirono probabilmente all'inizio dell'ultima glaciazione, almeno 38 000 anni fa, quando l'arcipelago era in contatto con il resto del continente, tuttavia la natura acida del suolo non ha reso possibile la conservazione e, dunque, il ritrovamento di scheletri che possano fornire una datazione più precisa. Al culmine del periodo paleolitico del Giappone, dunque intorno ai 18 000 anni fa, il livello del mare era da 130 a 140 metri al di sotto di quello attuale e vi era un collegamento terrestre tra Kyūshū e la Corea, nonché tra Hokkaidō, Sakhalin e la Siberia. Il primo homo sapiens qui stabilitosi condivideva il territorio con i grandi animali, tra cui il mammut; la parte più settentrionale dell'attuale Giappone era occupata dalla tundra e dalle foreste, mentre un'area che comprende Tōhoku e Kantō era ricoperta di conifere. Più a sud, le conifere lasciavano gradualmente il posto alle latifoglie.
I primi resti dell'industria litica, risalgono a circa 32 000 anni fa, rappresentando le più importanti tracce del primo periodo post-paleolitico in Giappone che si estende fino a 10 000 anni prima della nostra era. Originariamente scoperti a Iwajuku, ma poi ritrovati in tutto il Giappone, questi manufatti sono asce, punte di lancia e coltelli. Si stima che 22 000 anni fa, la popolazione ammontasse a circa 10 000 individui che vivevano prevalentemente di caccia. Il periodo successivo che va da 12 000 a 10 000 anni da e si distinse per la comparsa di lame di pietra più sottili. Nel nord-est di Honshū e nell'Hokkaido, sono state rinvenute a forme di cuneo simili a quelle che si trovarono intorno al lago Baikal, mentre ad ovest le loro forme arrotondate erano simili a quelle che trovate nella Cina meridionale. Il cambiamento climatico e la scomparsa di alcuni esemplari di selvaggina hanno determinato una modificazione della dieta di questi primi abitanti verso un'alimentazione più ricca di vegetali.

#### Periodo Jōmon (10.000 a.C.-300 a.C.)

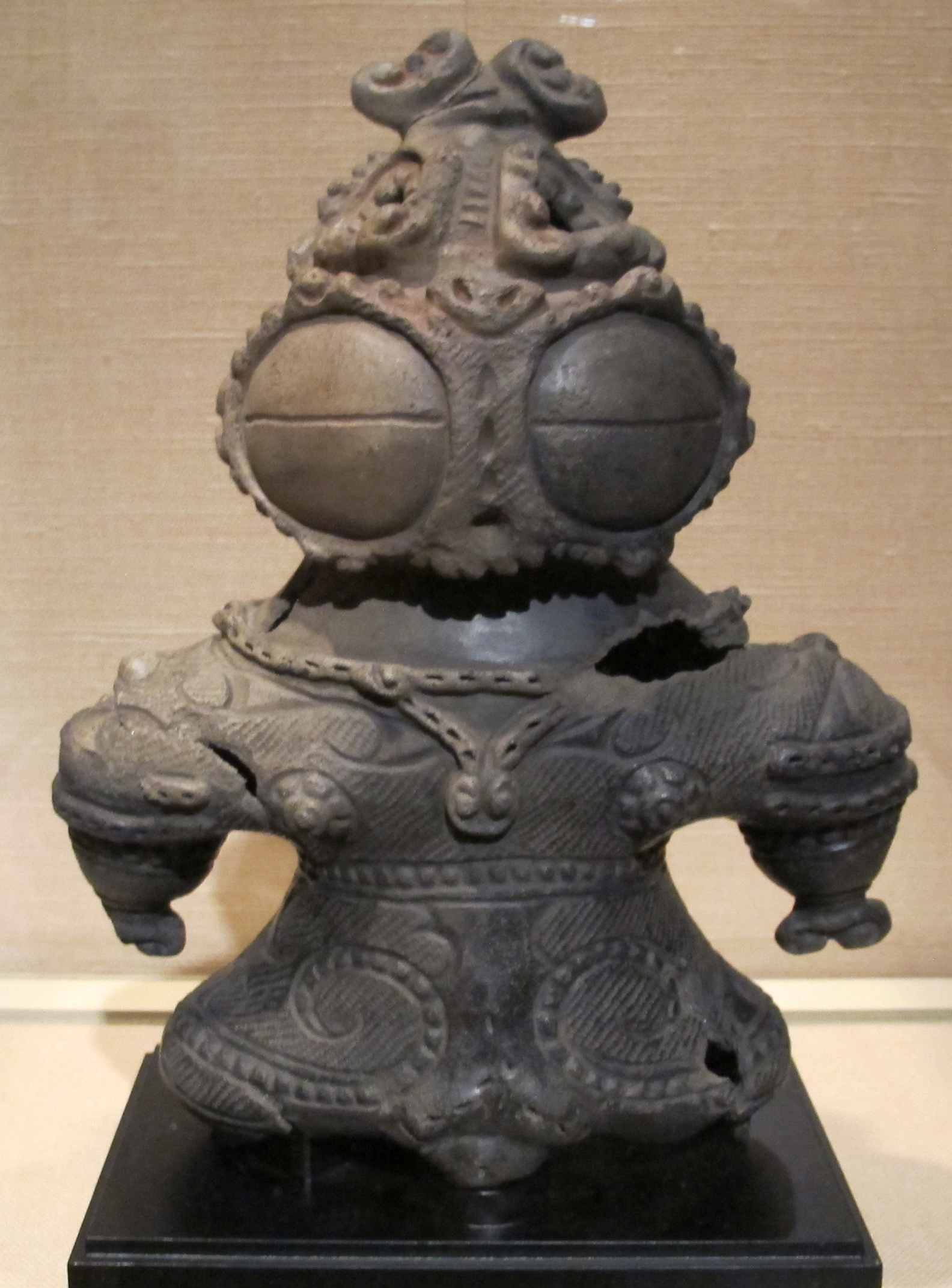
Una statuetta Dogū in terra cotta.

Nel periodo da circa il 10.000 a.C. fino al 300 a.C. si sviluppò la cultura Jōmon, che prende i nomi dalle tipiche decorazioni del vasellame dell'epoca. È una società che si basa principalmente sulla raccolta, caccia e pesca, ma pone le basi per lo sviluppo agricolo che sarebbe avvenuto nel periodo successivo. Le prime tracce di ceramica giapponese, tra le più antiche della storia umana, risalgono a circa il 14.500-13.000 a.C. e vennero trovate nell'area del sito Ōdai Yamamoto I nella prefettura di Aomori. In questo periodo si osserva l'accentuarsi delle distinzioni tra regioni già apparse nel Paleolitico tra il Giappone occidentale e quello orientale. Verso la fine dell'età Jōmon, intorno al 300 a.C., si formarono tra le sette e le otto aree culturali distinte. Lo sviluppo della ceramica consentì una più efficiente conservazione degli alimenti, ma anche la cottura, e quindi il consumo, di nuovi alimenti come ghiande e castagne. Inoltre, iniziarono a comparire oggetti in lacca come pettini o scodelle, nonché tessuti in fibre vegetali.
Appare, anche, in aumento un processo di sedentarizzazione in villaggi, già osservabile nel periodo precedente. Le abitazioni avevano un diametro variabile da circa quattro a cinque metri e le più alte arrivavano fino a fino a 30 metri di altezza, soprattutto nelle regioni in cui si verificavano nevicate. Alcuni oggetti ritrovati, come dogū e ornamenti decorativi, svelano elaborate pratiche funerarie sostanzialmente uguali per le differenti classi sociali. L'alimentazione continua a essere prevalentemente il frutto della caccia, a cui però si aggiungono progressivamente vegetali, mentre verso la fine dell'epoca iniziò a diffondersi l'agricoltura; una silvicoltura di castagno appare dal IV a III millennio a.C. Lungo la costa si diffuse la pesca e la raccolta dei crostacei, altrove si inizia ad addomesticare il cane. Le reti di scambio commerciale si ramificavano in tutto l'arcipelago arrivando, talvolta, ad attraversare il mare. L'abbondanza di risorse facilmente reperibili in natura spiega senza dubbio il debole sviluppo dell'agricoltura durante il periodo Jōmon, costituendo una variante originale della neolitizzazione: stile di vita sedentario, prime ceramiche, processo di coltivazione dei vegetali e addomesticamento degli animali quasi inesistente..

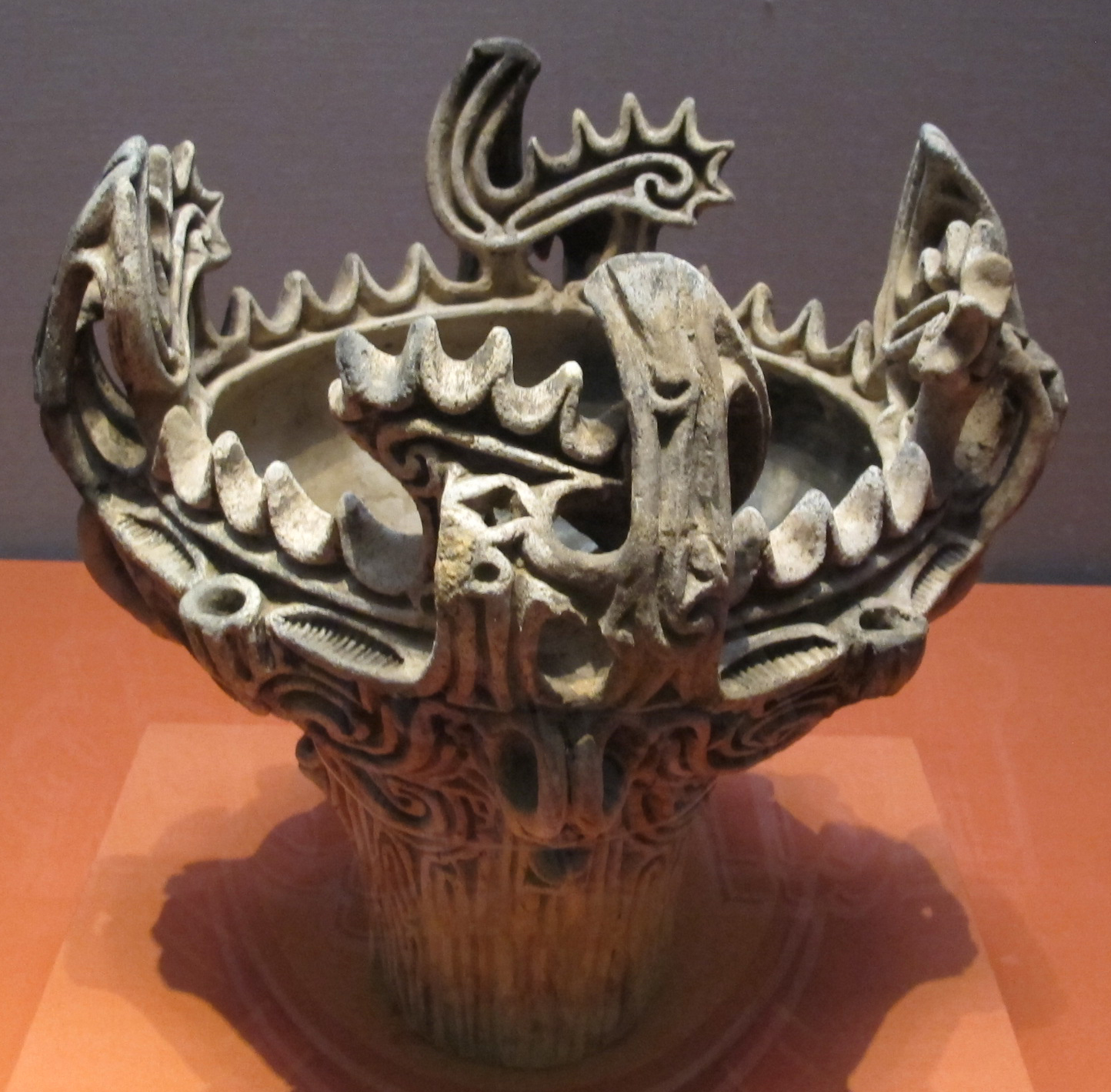
Vaso del periodo Jōmon (dal 3000 a.C. al 2000 a.C. circa)

La fine del periodo fu però segnata dal crollo del modello di cacciatore-raccoglitore sedentario e si assistette alla scomparsa dei villaggi e al ritorno al nomadismo. Le stime più generose indicano che al culmine dell'era Jōmon il numero degli abitanti del Giappone potesse toccare i 300 000 individui, il 90% dei quali localizzati nella pianura del Kantō.
Diversi studi paleogenetici hanno analizzato il genoma degli uomini che hanno vissuto nel periodo Jōmon e i risultati hanno permesso di confermare le prove archeologiche basate sull'industria litica che dimostravano di come fossero i discendenti diretti del popolo del paleolitico superiore che iniziò a vivere nell'arcipelago giapponese 38.000 anni fa. Gli esemplari studiati mostrano anche una forte affinità genetica con gli aborigeni di Taiwan, suggerendo una rotta migratoria costiera da loro percorsa. Tali risultati dimostrano che queste popolazioni sono geneticamente distinte da quelle che vivono oggi nell'Eurasia orientale o addirittura in Giappone, con l'eccezione degli Ainu dell'Hokkaido in ossequio con l'ipotesi che gli Ainu e gli Jōmon condividano un'ascendenza comune. Un ulteriore studio suggerisce che gli Ainu di Hokkaido "sono probabilmente discendenti diretti del popolo Jōmon". Infine, i ricercatori hanno osservato una mutazione patogena del gene CPT1A in questi individui; tale mutazione fornisce benefici metabolici in una alimentazione ricca di grassi e la sua frequenza allelica è superiore al 70% nelle popolazioni artiche, ma è assente altrove. Questa variazione potrebbe essere correlata, secondo gli autori, allo stile di vita del popolo Jōmon di Funadomari,che pescava e cacciava animali terrestri e marini.

### Protostoria

#### Periodo Yayoi (300 a.C.-250 d.C.)
Il periodo Yayoi (弥生時代?, Yayoi-jidai) è un'era nella storia del Giappone che va dal 300 a.C. al 250 d.C. Il suo nome deriva dal distretto di Tokyo dove furono per la prima volta ritrovati resti archeologici di quell'era. A seconda della fonte che si prende in considerazione il periodo Yayoi viene fatto cominciare con l'inizio della coltivazione del riso nelle risaie oppure con nuovi tipi di terraglie. La cultura Yayoi fiorì prevalentemente nella zona meridionale di Kyūshū e nella zona dell'Honshū settentrionale.
Recenti scoperte fanno tuttavia pensare che il periodo Yayoi sia iniziato verso il 400 a.C.

#### Il periodo Kofun (250-538)
Il periodo Kofun, conosciuto anche come "cultura delle tombe", fiorì in seguito al periodo Yayoi, a partire dal primo-secondo secolo d.C., e si estese fino all'inizio del periodo Nara, durante il quale le testimonianze si fanno più ricche e attendibili.
In questa fase storica il Paese, diviso in diverse comunità tribali (uji) vide il crescere della potenza del clan di Yamato, che gradualmente affermò la propria supremazia sulle isole di Honshu, Kyūshū e Shikoku. Opere storiche giapponesi come il Kojiki e il Nihonshoki e documenti cinesi come il Wei chih ci aiutano nel dare un quadro più definito del periodo, anche se le informazioni in nostro possesso non sono complete.
Lentamente lo Stato di Yamato costituì un governo centralizzato sul modello dell'impero cinese Tang: questo avvenne soprattutto nel periodo di supremazia del principe Shotoku e del regno dell'imperatore Tenchi, che nel 645 diede vita alle riforme del Taika ("grande mutamento"), che diedero al Paese un governo unificato con leggi simili ai modelli cinesi.

## Giappone classico/antico

### Il periodo Nara (710-795)
L'influenza politica del clan Fujiwara cominciò durante il periodo Asuka. Nakatomi no Kamatari, appartenente al clan Nakatomi, condusse un colpo di Stato contro il clan Soga nel 645 e diede inizio insieme all'imperatore Kōtoku a una serie di riforme di governo note come "editti di riforma di Taika". Nel 668 l'imperatore Tenji, salito al trono in quell'anno, concesse a Kamatari il kabane Fujiwara no Ason; il nuovo cognome fu ereditato dall'erede di Kamatari, il suo secondo figlio Fujiwara no Fuhito (659 – 720), influente presso la corte di diversi imperatori e imperatrici all'inizio del periodo Nara. La figlia di questi, Miyako, divenne una concubina dell'imperatore Monmu e il figlio dei due, il principe Obito, divenne l'imperatore Shōmu. Un'altra figlia di Fuhito, Kōmyōshi, divenne l'imperatrice consorte di Shōmu, la prima nella storia del Giappone a non essere figlia della famiglia imperiale. I quattro figli maschi di Fuhito fondarono invece quattro rami della famiglia e tra di essi la famiglia del nord, gli Hokke, vennero considerati capi del clan.
Nara fu la capitale del Giappone dal 710 al 794 e nel periodo Nara il Giappone sperimentò il massimo sviluppo dell'amministrazione modellata sull'esempio cinese.

### Il periodo Heian (794-1185)
Il periodo Heian viene solitamente datato dal 794 al 1185 d.C. perché per un breve decennio (784-794) la capitale fu spostata dopo Nara a Nagaoka, poi nel 794 a Kyōto (dove sarebbe rimasta fino al 1868). Quest'ultima prese il nome di Heian-kyō ("capitale della pace e della tranquillità"), di qui il nome dell'epoca. Nel periodo Heian l'autorità centrale si indebolì a vantaggio delle grandi famiglie proprietarie di ampi possedimenti nelle zone periferiche, che godettero invece di crescente autonomia.
La corte fu dominata dalla potente famiglia Fujiwara, che riuscì ad accentrare il potere nelle sue mani fino alla questione di successione tra Sutoku, l'ex imperatore, e Go Shirakawa, l'imperatore in carica. Entrambi chiamarono a sostenerli i clan militari fedeli e Go Shirakawa vinse il contrasto. I Taira, uno dei clan militari che l'avevano appoggiato, facendo forza sulla propria disponibilità di armi si arrogò diritti e privilegi finché Taira no Kiyomori detenne il vero controllo del Paese. Egli fece un uso violento della sua autorità e finì per essere odiato dal popolo. Tra gli altri, uccise Minamoto no Yoshitomo che, prevedendo l'atto brutale, affidò i suoi due (di nove) figli a persone fidate. Yoshitsune e Yoritomo, divenuti grandi, fecero leva sullo scontento popolare per acquisire l'appoggio di molte persone e vendicare il padre. Lo scontro si risolse con la battaglia navale di Dan no Ura del 25 aprile 1185 con il trionfo dei fratelli Minamoto. Yoritomo, invidioso del fratello Yoshitsune, lo costrinse al suicidio, dopo averlo inseguito fino alla zona nord del Paese, dopodiché assunse il titolo di shōgun ("generalissimo") instaurando a Kamakura una dittatura militare nota con il nome di bakufu ("governo della tenda").

## Giappone medievale

### Il periodo Kamakura (1185-1333)
Dal 1185 al 1333 la famiglia Minamoto e la famiglia della moglie di Yoritomo, gli Hojo, mantennero il controllo del Paese attraverso la figura dello shogun e del reggente shogunale, lo Shikken. Gradualmente i signori locali (i futuri daimyō) acquistarono autonomia e il potere del governo di Kamakura si ridusse. Nel 1274 e nel 1281 gli Hojo dovettero fronteggiare l'invasione mongola nella baia di Hakata, che riuscirono a respingere anche grazie al provvidenziale intervento di tempeste marine note come kamikaze (神風? letteralmente "venti divini"). La guerra, anche se vittoriosa, creò un diffuso malcontento perché i vassalli dello shogun non furono adeguatamente ricompensati.
L'imperatore Go Daigo cercò a questo punto di riprendere il potere appoggiandosi ai clan militari fedeli alla sua causa. Vinse, ma Ashikaga Takauji, uno tra quelli che l'avevano appoggiato, si ribellò. Ne conseguì una lotta civile che portò a uno scisma dinastico. Risultarono così due imperatori: uno legittimo ed esule a Yoshino, sui monti del Giappone centrale, e Takauji, illegittimo a Kyoto, dove istituì un governo proprio dalla residenza della famiglia nel quartiere Muromachi.

### Il periodo Muromachi (1333-1573)
Nonostante Ashikaga Yoshimitsu facesse cessare lo scisma nel 1393 proclamandosi shogun e dando al Paese un periodo di pace, il secondo shogunato giapponese non mantenne mai l'effettivo governo sul Paese e subì un lento declino, segnato dal crescente potere dei daimyo, i signori locali. Dal 1467 al 1568 il caos politico del Paese diede vita a infinite battaglie, che costituiscono l'era  Sengoku  ("Stati combattenti"). Nel 1573 l'ultimo shogun Ashikaga fu deposto da Oda Nobunaga.

#### L'arrivo degli europei
La scoperta europea del Giappone si deve ad alcuni portoghesi che attorno al 1542 e 1543 giunsero sulle sue coste a bordo di un bastimento cinese, spinto verso Kyūshū a causa di una tempesta. La scoperta fu puramente casuale, anche se di scoperta propriamente non si deve parlare, dato che i giapponesi avevano già un qualche tipo di rapporto con la Cina e la Corea da svariati secoli.
(Dairyuji Fumiyuki, Nanpo-Bunshiu.)
I portoghesi vi introdussero la prima arma da fuoco, l'archibugio che venne venduto a circa 1000 tael d'argento, approssimativamente 40 kg del prezioso metallo. L'introduzione delle armi da fuoco da parte degli europei piuttosto che dai cinesi può sembrare strana, ma del resto i rapporti con la Cina non andavano oltre il commercio. Si trattò naturalmente di una rivoluzione che cambiò la concezione militare fino a quel tempo in vigore in Giappone, nonostante i primi pezzi prodotti nel Paese negli anni a venire fossero perlopiù copie imperfette e difettose rispetto alle loro controparti europee, nel giro di poco tempo la qualità delle armi migliorò mutando anche i rapporti all'interno della stessa società giapponese: ora anche un contadino poteva dotarsi di un'arma che potesse uccidere un samurai, senza sottoporsi all'addestramento necessario per maneggiare un arco.
Le impressioni tra giapponesi e portoghesi furono positive e questi ultimi, al loro ritorno in India, spinsero i compatrioti verso l'apertura di nuovi mercati commerciali, ai quali naturalmente seguirono i missionari cristiani come Niccolò Lancillotto. I gesuiti disponevano di un certo vantaggio al fare proselitismo, contribuendo con le nozioni nel campo della medicina e dell'astronomia, di molto superiori a quelle cinesi e giapponesi e naturalmente con i remunerativi commerci tra il Paese e le altre colonie portoghesi, quali Macao, Malacca, Ternate e Goa.
Nel 1571 venne fondata la prima stazione commerciale a Nagasaki e grazie alle lettere dei gesuiti e i rapporti dei mercanti portoghesi, erano nel frattempo aumentate considerevolmente le conoscenze occidentali relative al Giappone.

## Giappone premoderno

### Il periodo Azuchi-Momoyama (1573-1600)
La riunificazione politica del Giappone fu dovuta a tre grandi personalità: Oda Nobunaga, Toyotomi Hideyoshi e Tokugawa Ieyasu. Il terzo fu il fondatore dello shogunato Tokugawa, dopo la battaglia di Sekigahara del 1600. Oda Nobunaga e il suo successore Hideyoshi ridussero all'obbedienza i vari daimyo. Nei primi anni del XVI secolo era giunto in Giappone il cristianesimo, al seguito dei portoghesi, ma alla fine del secolo il kanpaku regnante Hideyoshi Toyotomi si preoccupò della crescente popolarità della nuova religione e scacciò i missionari, uccidendo ventisei cristiani come monito.
Hideyoshi morì nel 1598 lasciando come erede il piccolo Ideyori, ma le rivalità fra i grandi daimyo sfociarono subito in una guerra civile che vide la vittoria finale di Ieyasu.

### Il periodo Edo (1600-1868)

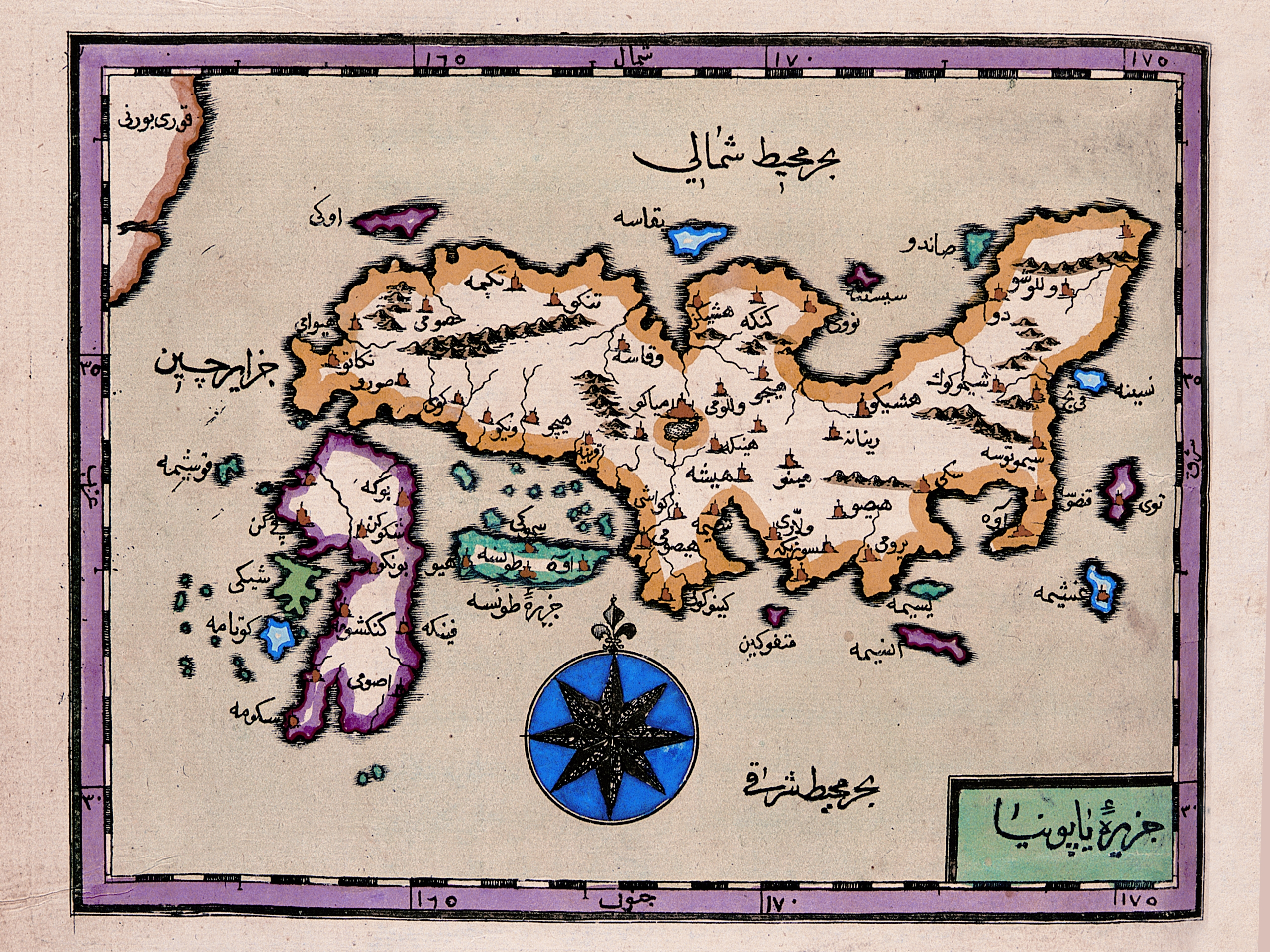
Mappa del Giappone che compare nel Cihannuma

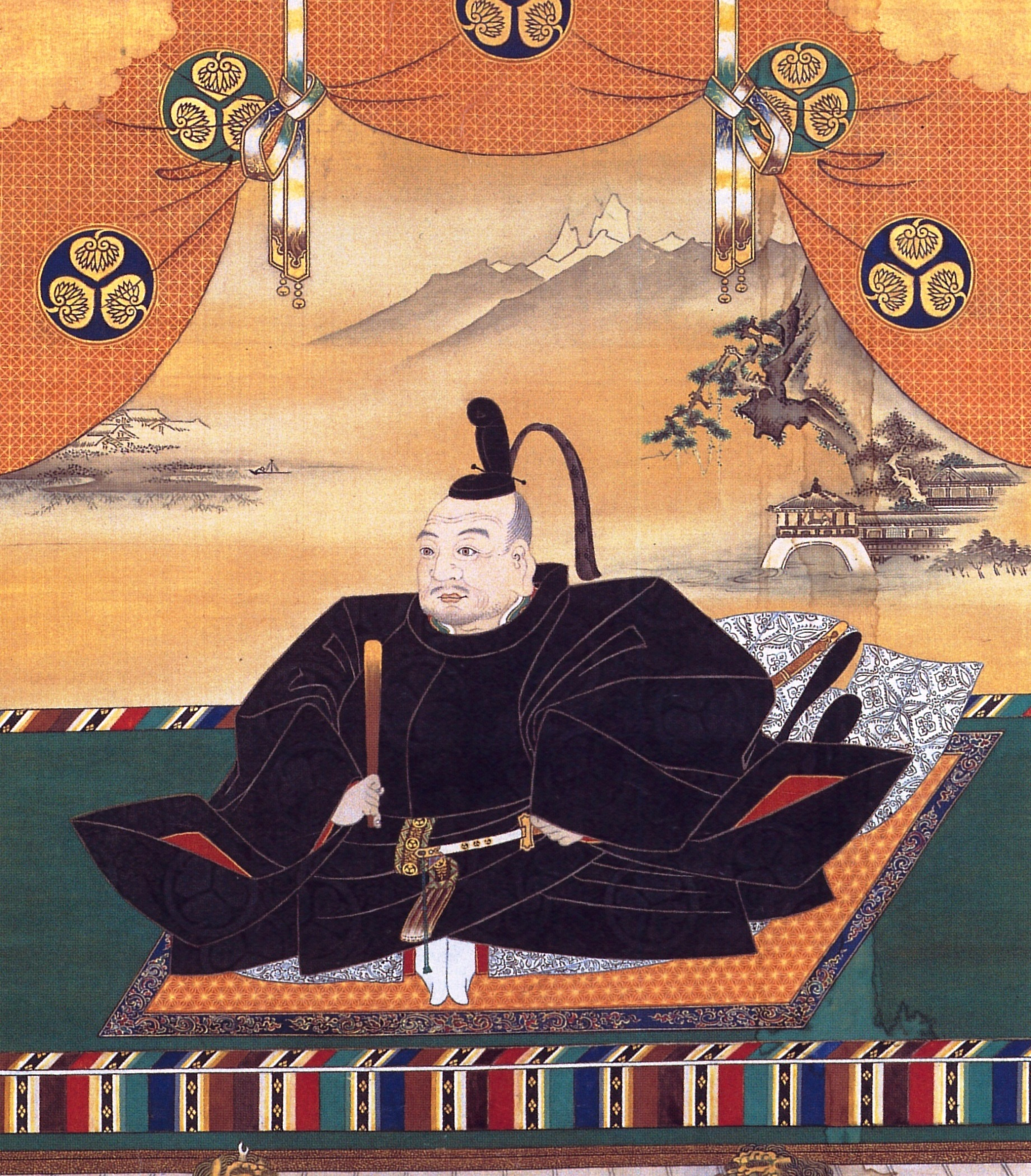
Tokugawa Ieyasu, primo shōgun dello shogunato Tokugawa

Il periodo Edo o Tokugawa vide un periodo di centralizzazione del potere nelle mani di uno shogunato ereditario che prese il controllo della religione, relegò l'imperatore a un ruolo meramente simbolico e privo di ogni potere effettivo, regolò l'intera economia, subordinò la nobiltà e instaurò un sistema di tassazione, gestione della spesa del governo e una burocrazia. Evitò coinvolgimenti internazionali, stabilì un sistema giudiziario nazionale e soppresse proteste e critiche. L'era Tokugawa portò la pace e con questa la prosperità a una nazione di trentuno milioni di persone.

#### Economia
Circa l'80% della popolazione era composta da coltivatori di riso. La produzione di riso aumentò costantemente, ma la popolazione rimase costante, quindi aumentò la sua prosperità. L'estensione delle coltivazioni di riso aumentarono da 1,6 milioni di chō nel 1600 a tre milioni per il 1720. I miglioramenti nella tecnologia aiutarono i contadini a controllare il flusso di irrigazione delle risaie. I daimyo controllavano diverse centinaia di città castello che divennero centri di commercio domestico. A Edo e Osaka si svilupparono grandi mercati del riso. Nelle città e nei paesi gilde di artigiani e mercanti soddisfacevano la crescente richiesta di beni e servizi. Nonostante il loro livello sociale basso i mercanti prosperarono, soprattutto quelli con un patrono ufficiale. I mercanti inventarono strumenti di credito per trasferire il denaro, la moneta divenne di uso corrente e il mercato rinforzato economicamente incoraggiava la nascita di nuove imprese.
I samurai, a cui era vietato entrare in affari o in agricoltura si indebitarono. Uno studioso osservò che l'intera classe militare viveva "come in una locanda, cioè consumando ora e pagando poi". Il bakufu e i daimyo aumentarono le tasse sui contadini, ma non tassarono il commercio, così anch'essi si indebitarono. Per il 1750 il continuo aumento delle tasse fomentò proteste e anche rivolte tra i contadini. La nazione doveva in qualche modo risolvere il problema dell'indebitamento dei samurai e del deficit del tesoro. I problemi finanziari dei samurai faceva vacillare la loro fedeltà al sistema e la diminuzione del tesoro minacciava tutto il sistema di governo. La risoluzione fu radicale e venne posto il divieto di spendere per beni di lusso. Altre soluzioni furono la modernizzazione, con l'obiettivo di aumentare la produttività agraria. L'ottavo shogun Tokugawa, Tokugawa Yoshimune (in carica dal 1716 al 1745) ebbe un successo considerevole, sebbene molto del suo lavoro dovette essere ripetuto tra il 1787 e il 1793 dal consigliere capo dello shogun, Matsudaira Sadanobu (1759-1829). Altri shogun svalutarono la moneta per pagare i debiti, causando un aumento dell'inflazione.
Per il 1800 il commercio era cresciuto rapidamente incorporando sempre di più anche i villaggi più remoti nell'economia nazionale. Alcuni coltivatori si arricchirono passando dalla coltivazione del riso a quella di raccolti di maggior profitto e vennero coinvolti nel prestito su base locale e in produzioni su piccola scala. Alcuni ricchi mercanti cercarono di elevare il proprio stato sociale usando il denaro per concludere matrimoni nella classe dei samurai. Alcuni domini, tra cui il Chōshū e di Satsuma, usarono invece metodi innovativi per restaurare le loro finanze, ma la maggior parte affondarono nei debiti. La crisi finanziaria provocò una soluzione reazionaria verso la fine delle "riforme Tenpō" (1830-1843) promulgate dal consigliere capo Mizuno Tadakuni. Questi aumentò le tasse, denunciò i lussi e tentò di impedire la crescita del commercio. Il fallimento di queste riforme rese evidente a molti che la stabilità del sistema Tokugawa era in bilico.

#### Struttura sociale
La società giapponese era organizzata in un'elaborata struttura sociale in cui ognuno conosceva il suo posto e il livello di prestigio. In cima c'erano l'imperatore e la nobiltà di corte (kuge, 公家) insuperabile in prestigio, ma priva di poteri concreti. Quindi venivano i bushi dello shogun, daimyo e strati di signori feudali il cui rango era indicato dalla loro vicinanza ai Tokugawa. Questi detenevano il potere. I daimyo comprendevano circa duecentocinquanta signori locali di feudi (han) con una produzione annuale di circa 10.000 o più koku di riso (1.800 tonnellate). Lo strato superiore della società era impegnato in rituali elaborati e costosi, tra cui opere di architettura, giardini, spettacoli teatrali (nō), patronato delle arti e la cerimonia del tè (cha no yu).
- Samurai

Immediatamente al di sotto nella struttura sociale c'erano circa 400.000 guerrieri, detti "samurai", divisi in numerosi ranghi. Alcuni di grado superiore erano eleggibili ad alti uffici, la maggior parte erano fanti (ashigaru) con doveri minori. I samurai erano affiliati ai loro signori in una ben stabilita catena di comando. Lo shogun disponeva di 17.000 samurai, ogni daimyo ne aveva qualche migliaio. La maggior parte viveva in case modeste vicino al quartier generale del loro signore e si manteneva con rendite e stipendi ereditari. Insieme con i gruppi superiori della scala sociale costituivano circa il 6% del totale della popolazione.
- Ordini sociali inferiori

Gli ordini sociali inferiori erano divisi in due segmenti principali: i contadini che costituivano circa l'80% della popolazione, il cui alto prestigio come produttori contrastava con il loro fardello di principali fonti delle tasse. Erano illetterati e vivevano in villaggi controllati da un ufficiale incaricato che manteneva la pace e raccoglieva le tasse. Erano spesso coinvolti in proteste illegali, specialmente dopo il 1780.
- Mercanti e artigiani

Vicino al fondo della scala sociale, ma molto più in alto in termini di guadagni e stile di vita c'erano i mercanti e gli artigiani. Non possedevano potere politico e anche i più ricchi mercanti trovavano difficile sollevarsi in una società in cui il loro posto e valore sociale era fissato dalla nascita. Infine c'erano gli intrattenitori, prostitute, lavoratori e servi, ladri, mendicanti e fuoricasta. Questi erano strettamente controllati dagli ufficiali locali e non era permesso loro di mischiarsi a persone di ceto sociale superiore.

#### Istruzione
La capacità di leggere e scrivere era tenuta in alta considerazione, sebbene resa difficile dal sistema di scrittura. La stampa con blocchi di legno mobili era già standard da secoli, dopo il 1500 gli stampatori giapponesi iniziarono a sperimentare l'uso dei caratteri mobili, ma ritornarono all'uso dei blocchi di legno. Per gli anni ottanta del XVIII secolo in Giappone venivano pubblicati tremila libri all'anno (per confronto in Russia ne venivano pubblicati quattrocento). Negli anni cinquanta del XIX secolo la nuova tendenza era la traduzione di testi geografici e scientifici occidentali, che raggiunsero un vasto pubblico, nel decennio successivo circa il tasso di alfabetizzazione nelle zone rurali era del 40% per gli uomini e il 10% per le donne, con un tasso ancora maggiore nelle città, come l'80% a Edo (Tokyo). L'istruzione universale obbligatoria venne istituita nel 1871.

#### Governo

Tokugawa Yoshimune, shogun tra il 1716 e il 1745

Nel periodo Edo, detto anche periodo Tokugawa, l'amministrazione del Paese venne condivisa da oltre duecento daimyo in una federazione governata dallo shogunato Tokugawa. Il clan Tokugawa, capo del vittorioso esercito orientale nella battaglia di Sekigahara, fu il più potente di essi e per quindici generazioni monopolizzò il titolo di Sei-i Taishōgun (spesso abbreviato in shōgun). Dal loro quartier generale in Edo (la Tokyo odierna) i Tokugawa comandavano l'alleanza degli altri daimyo, che a loro volta governavano i loro domini con ampio margine di autonomia.
Lo shogunato Tokugawa implementò molte politiche significative. Elevarono la classe dei samurai al di sopra delle classi popolari, ovvero contadini, artigiani e mercanti. Instaurarono leggi che controllavano le spese di lusso, limitando lo stile delle capigliature, gli abiti e gli accessori. Organizzarono i comuni in gruppi di cinque ritenendo ognuno responsabile per gli atti degli altri membri del gruppo.
Per prevenire ribellioni da parte dei daimyo gli shogun imposero loro di mantenere residenze lussuose in Edo, di risiedere periodicamente in esse, eseguendo costose processioni da e verso i loro domini, di contribuire al mantenimento di santuari, templi e strade e di chiedere il permesso prima di riparare i loro castelli.
Questo periodo di 265 anni venne detto "uno Stato pacifico". Ci furono molti sviluppi culturali e artistici, tra i più significativi gli ukiyo-e, una forma di stampa con blocchi di legno e le forme di teatro del kabuki e del bunraku. Inoltre molte delle composizioni più famose per il koto e lo shakuhachi risalgono a questo periodo.
Il regime feudale ripartì l'arcipelago in dieci regioni (do):
- Gokinai (cinque province interne);
- To-kai-do (Paese del mare orientale);
- To-san-do (Paese dei monti orientali);
- Foku-roku-do (Paese del territorio settentrionale);
- San-in-do (Paese del versante montuoso settentrionale);
- San-yo-do (Paese del versante montuoso meridionale);
- Nan-kai-do (Paese del mare meridionale) con la potente signoria di Satsuma;
- Sai-kai-do (Paese del mare occidentale);
- isola Iki;
- isola Tsushima;
- governo militare di Yezo (isola di Hokkaido).

#### Sakoku:l'isolamento dal mondo esterno

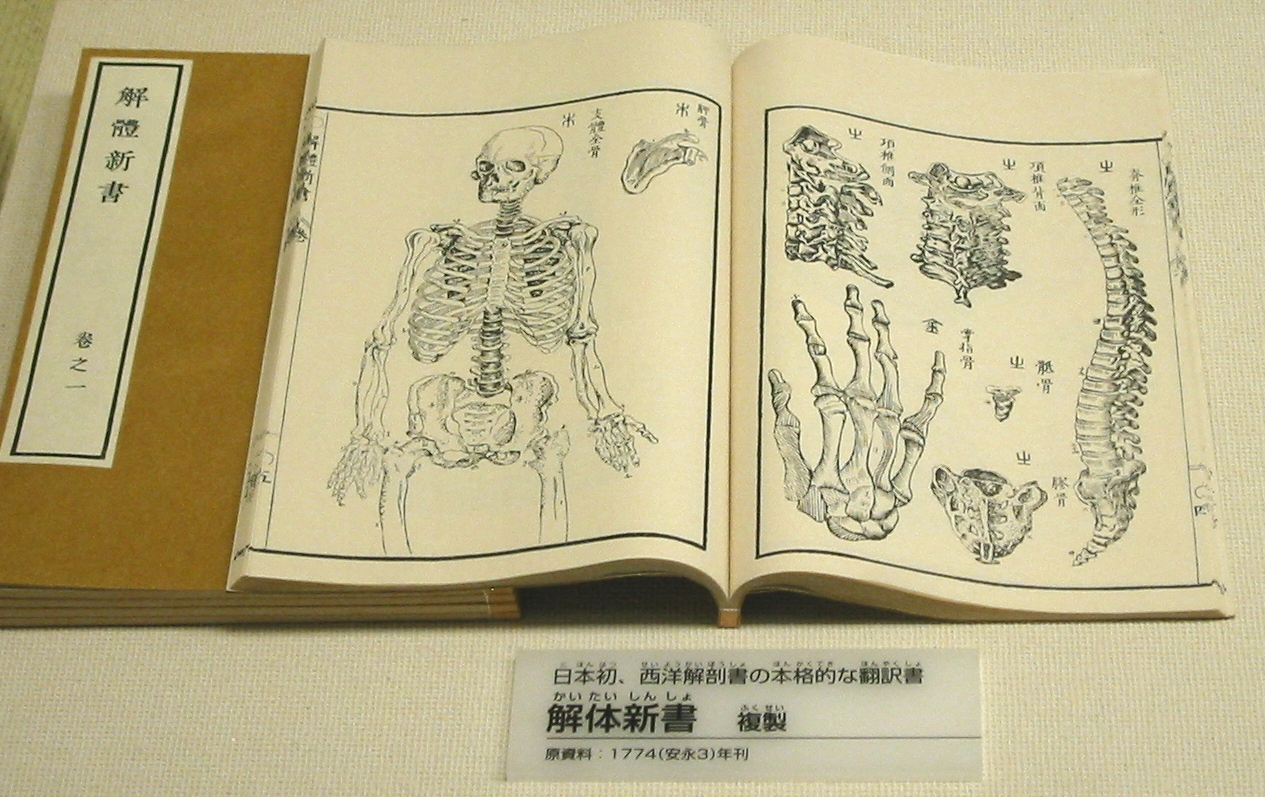
Un esempio di rangaku, il primo trattato giapponese di anatomia occidentale, pubblicato nel 1774

Dopo aver eliminato i ribelli cristiani a Shimabara lo shogunato iniziò a imporre restrizioni sempre più drastiche a carico degli stranieri. Monopolizzò la politica estera ed espulse commercianti, missionari e stranieri in generale, ad eccezione dei mercanti olandesi e cinesi che vennero limitati a operare dall'isola artificiale nella baia di Nagasaki e in altri simili piccoli centri commerciali esterni alla nazione. In questo periodo di isolamento (sakoku) iniziato nel 1635 il Giappone fu comunque meno isolato dal mondo di quanto non viene generalmente assunto e alcune tecnologie occidentali vennero acquisite sotto il sistema rangaku. La creazione di insediamenti russi nel nord portò lo shogunato a estendere nel 1807 il controllo diretto all'Hokkaidō, Sachalin e delle altre isole delle Curili, ma mantenne la politica di isolamento.
Il cristianesimo venne messo fuori legge e la punizione per chi seguiva il cristianesimo era la morte. Migliaia di cristiani giapponesi (probabilmente 300.000) vennero uccisi per aver mantenuto la loro fede nonostante il divieto. Rimase solo una sostanziosa comunità di cristiani a Nagasaki, oltre a gruppi più piccoli sparsi in tutto il Giappone.
Tra il 1830 e il 1840 una serie di carestie si abbatté sul Paese, tanto da far temere una violenta rivolta popolare. Si diede quindi inizio a una serie di riforme che furono affidate a Tokugawa Nariaki, del ramo cadetto della dinastia shogun. Nel frattempo nel nome della fedeltà all'imperatore si andò a formare una corrente di daimyo che accusava lo shogunato di non essere in grado di resistere alle pressioni occidentali per l'apertura di relazioni diplomatiche e commerciali.

#### Fine dell'isolamento

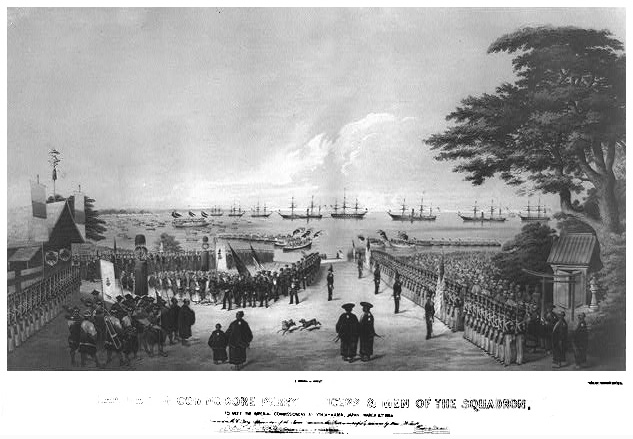
Sbarco del commodoro Perry e dei suoi uomini per incontrare i commissari imperiali a Yokohama, 14 luglio 1853, in una litografia della Sarony & Co., 1855, da W. Heine

La politica di isolamento durò per più di duecento anni. Nel 1844 Guglielmo II dei Paesi Bassi inviò un messaggio per chiedere al Giappone di aprire le sue porte, ma ciò venne respinto. L'isolamento durò fino al 1853, quando il Giappone fu costretto a firmare i trattati ineguali dopo la minaccia del commodoro Matthew Perry con le "navi nere". In questo anno inizia il periodo detto bakumatsu.
L'anno seguente alla convenzione di Kanagawa (31 marzo 1854) Perry tornò con sette navi e richiese allo shogun di firmare il trattato di Kanagawa, stabilendo formali relazioni diplomatiche tra il Giappone e gli Stati Uniti. Nel giro di cinque anni il Giappone firmò trattati simili con altre potenze occidentali. Il 29 luglio 1858 venne firmato il trattato d'amicizia e commercio. Questi furono considerati trattati ineguali essendo stati imposti mediante la diplomazia delle cannoniere e furono visti dai giapponesi come un segno dell'imperialismo occidentale che stava prendendo piede nel resto del continente asiatico. Tra le altre misure, questi concedevano alle nazioni occidentali il controllo univoco delle tariffe di importazione e diritti di extraterritorialità a tutti i loro cittadini in visita. Questi trattati rimarranno un punto dolente nelle relazioni del Giappone con l'Occidente fino alla fine del secolo.

## Giappone moderno
A cominciare dal 1868 il Giappone intraprese trasformazioni politiche, economiche e culturali, emergendo come uno Stato unificato e centralizzato, l'Impero giapponese governato dal tennō. Questo fu un periodo di rapida crescita economica che durò fino al 1945. Il Giappone diede il via alla propria espansione conquistando la Corea e Taiwan.
A partire dal 1931 iniziò l'espansione nella Manciuria e la penetrazione in Cina, sfidando la Società delle Nazioni e gli Stati Uniti. Le tensioni crescenti con gli Stati Uniti e il controllo occidentale sulle forniture di petrolio (vitali per il Giappone) lo condussero a entrare nella seconda guerra mondiale. Il Giappone lanciò attacchi navali multipli contro i territori controllati dagli Stati Uniti, il Regno Unito e i Paesi Bassi nel 1941 e 1942.
Dopo una serie di grandi battaglie navali gli Stati Uniti affondarono la flotta giapponese e devastarono con raid aerei cinquanta delle sue principali città, incluse Hiroshima e Nagasaki, su cui furono sganciati ordigni nucleari. Il Giappone si arrese alla fine dell'estate del 1945, rinunciando ai suoi possedimenti d'oltremare in Corea, Cina, Taiwan e in altre zone e venne occupato e trasformato in una nazione democratica demilitarizzata dagli Stati Uniti.

### Periodo Meiji (1868-1912)

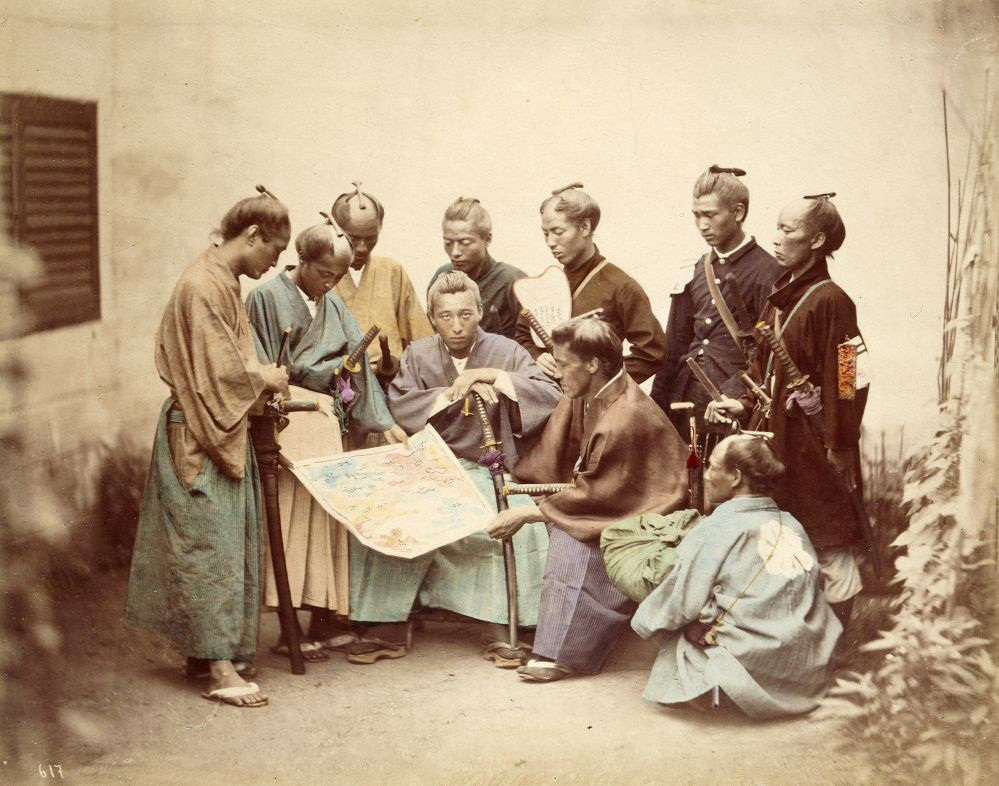
Samurai del clan Satsuma, nel periodo della guerra Boshin. Fotografia colorata di Felice Beato

Il rinnovamento Meiji segnò il ritorno al potere dell'imperatore e la modernizzazione del Giappone. Di fatto il cristianesimo era ancora una religione illegale in Giappone e restava punibile con la morte. Con le nuove riforme Nagasaki si aprì ai commerci, ma rimase in vigore sia la proibizione del cristianesimo che la persecuzione da parte del governo.

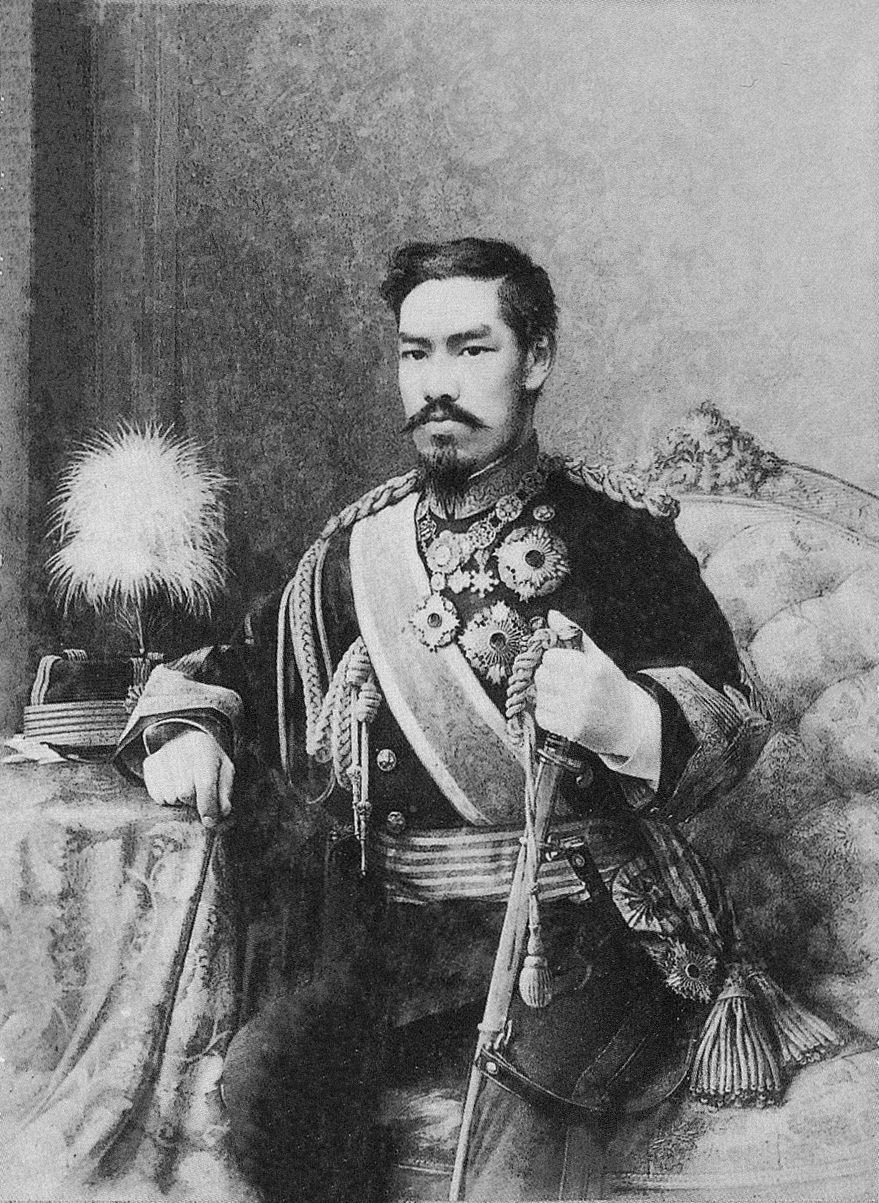
L'imperatore Meiji, 122º imperatore del Giappone

I rinnovati contatti con l'Occidente scatenarono un profondo mutamento della società giapponese. La firma dei trattati è di particolare importanza nel contesto del successivo militarismo aggressivo del Giappone, in quanto furono considerati profondamente umilianti e una vergogna per la nazione. Lo shogun Tokugawa fu costretto a dimettersi e subito dopo la guerra Boshin del 1868 il giovane imperatore Mutsuhito (Meiji) fu rimesso al potere, iniziando un periodo di feroce nazionalismo e di intensa ristrutturazione socioeconomica detta "restaurazione Meiji". Il sistema Tokugawa venne abolito, l'esercito modernizzato e furono adottate numerose istituzioni occidentali, come un sistema legale e una costituzione quasi parlamentare, modellata sull'esempio di quella tedesca, come delineata nella Costituzione Meiji. Mentre molti aspetti della restaurazione Meiji furono modellati direttamente su quelli di istituzioni occidentali altri, come la dissoluzione del sistema feudale e la rimozione dello shogunato, furono processi che erano iniziati molto prima dell'arrivo di Perry. In ogni caso l'intervento di Perry viene generalmente considerato come un momento cardine della storia giapponese.

#### Modernizzazione economica
La rivoluzione industriale giapponese iniziò all'incirca nel 1870 quando i capi nazionali decisero di mettersi in pari con le potenze occidentali. Il governo costruì ferrovie, migliorò le strade e inaugurò un programma di riforme terriere per preparare il Paese a ulteriori sviluppi. Le prime industrie moderne a comparire furono quelle tessili, incluso soprattutto quella del cotone e della seta, che era basata in opifici nelle zone rurali. Il governo inaugurò un nuovo sistema educativo in stile giapponese per tutti i giovani, inviando migliaia di studenti negli Stati Uniti e in Europa e assunse più di tremila occidentali per insegnare scienze moderne, matematica, tecnologie e linguaggi stranieri in Giappone (oyatoi gaikokujin).
Nel 1871 venne inviata una missione diplomatica, detta Missione Iwakura, in Europa e negli Stati Uniti per apprendere gli usi occidentali. Il risultato fu una deliberata politica di industrializzazione guidata dal governo per permettere al Giappone di modernizzarsi. La nuova Banca del Giappone fondata nel 1877 usò le tasse per finanziare moderne industrie acciaierie e tessile. L'educazione venne espansa e studenti giapponesi furono inviati in occidente a studiare.

#### Guerre con la Cina e la Russia
Gli intellettuali giapponesi del tardo periodo Meiji sostennero il concetto di una "linea di vantaggio", un'idea che aiutò a giustificare la politica esterna giapponese alla fine del secolo. Secondo questo principio, incorporato nello slogan Fukoku kyōhei (富国強兵? "Arricchisci il Paese, rinforza l'esercito"), il Giappone sarebbe rimasto vulnerabile a un aggressivo imperialismo occidentale a meno che non avesse estesa una linea di vantaggio oltre i suoi confini che l'avrebbe aiutato a respingere aggressioni estere e a rinforzare l'economia giapponese. L'enfasi era specialmente posta sugli "interessi preminenti" del Giappone sulla penisola coreana, definita "un pugnale puntato al cuore del Giappone" dal consigliere militare prussiano Klemens Meckel. Furono le tensioni riguardo alla Corea e alla Manciuria a coinvolgere il Giappone nella prima guerra sino-giapponese (1894-1895) con la Cina e nella guerra russo-giapponese (1904-1905) con la Russia.
La vittoriosa guerra contro la Cina rese il Giappone il primo moderno potere imperiale orientale. In seguito a questa guerra il Giappone ottenne con il trattato di Shimonoseki il riconoscimento dell'indipendenza della Corea, della penisola di Liaodong, dell'isola di Taiwan, delle isole Pescadores e dei privilegi economici e commerciali come quelli già accordati dalla Cina alle potenze occidentali. Il Giappone venne però forzato dall'umiliante Triplice Intervento di Germania, Francia e Russia a restituire la penisola di Liaodong.
Nel decennio successivo il Giappone vantò la sua crescente potenza partecipando tra l'altro in modo significativo all'Alleanza delle otto nazioni per stroncare la ribellione dei Boxer cinese del 1900. Molti giapponesi comunque pensavano ancora che il loro nuovo impero venisse visto come inferiore dalle potenze occidentali e cercarono di rinforzare la loro posizione internazionale. Questo li portò a stringere nel 1902 l'alleanza anglo-giapponese, il primo patto militare paritario tra una potenza occidentale e orientale, in modo da garantirsi l'appoggio della potenza britannica contro altre potenze Occidentali.
Le continue tensioni con la Russia, che aveva anch'essa interessi coloniali nella Manciuria, Corea e che aveva affittato dalla Cina la base militare di Port Arthur nella penisola di Liaodong, portarono infine alla guerra russo-giapponese. Nonostante sulla carta la Russia disponesse di una maggiore potenza militare, questa venne ripetutamente sconfitta e nel 1905 con la mediazione del presidente statunitense Roosevelt firmò con il Giappone il trattato di Portsmouth con il quale riconosceva le conquiste territoriali del Giappone. Libero dalle interferenze di Cina e Russia il Giappone si annetté la Corea nel 1910.
Nel giro di pochi decenni, con la riforma e la modernizzazione dei sistemi sociali, educativi, economici, militari, politici e industriali, la "rivoluzione controllata" dell'imperatore Meiji aveva trasformato un regno feudale e isolato in una potenza mondiale. Significativa per questo cambiamento fu la convinzione che il Giappone dovesse competere con le potenze occidentali sia industrialmente sia militarmente per poter raggiungere l'eguaglianza.

### Periodo Taishō (1912-1926)
All'imperatore Mutsuhito succedette nel 1912 suo figlio Yoshihito (Taishō), il cui precario stato di salute favorì il consolidarsi del ruolo politico dei militari.
Nell'agosto del 1914, allo scoppio della prima guerra mondiale, il Giappone inviò un ultimatum alla Germania, con cui si richiedeva l'evacuazione del territorio di Jiaozhou (Kiaochow), nella Cina nordorientale. Al rifiuto da parte dei tedeschi il Giappone entrò in guerra a fianco dell'Intesa, occupando le isole tedesche nel Pacifico. Nel 1915 il Giappone presentò alla Cina le "ventuno richieste", in merito alla concessione di privilegi industriali, ferroviari e minerari, che rappresentarono la prima affermazione della politica giapponese di dominio in Cina e in Estremo Oriente. Nel 1916 la Cina cedette al Giappone i diritti commerciali nella Mongolia interna e nella Manciuria meridionale.
Il trattato di pace che concluse la prima guerra mondiale assegnò al Giappone le isole che aveva occupato nel Pacifico, a titolo di mandato della Società delle Nazioni, della quale il Paese divenne membro statutario. Il Giappone ottenne anche la concessione di Jiaozhou, che tuttavia dovette restituire alla Cina nel 1922 in base al trattato di Shandong, stipulato durante la conferenza di Washington dello stesso anno.

### Periodo Shōwa (1926-1989)
Il regno dell'imperatore Hirohito (nome da regnante "Shōwa"), succeduto nel 1926 al padre Taishō, durò 63 anni e fu in assoluto il più lungo della storia del Giappone, durante i quali il paese visse grandi rivolgimenti.

#### Prima della seconda guerra mondiale

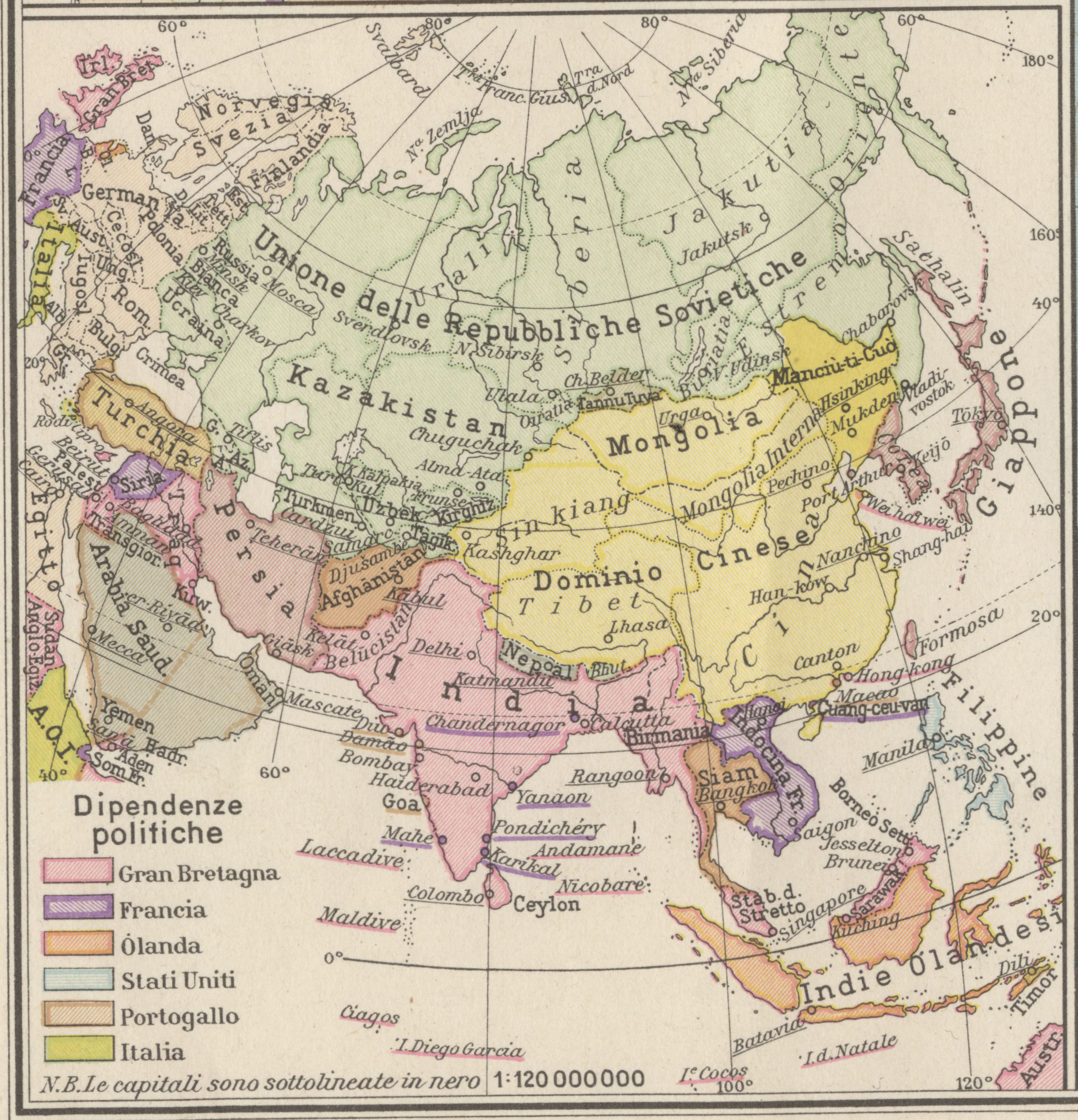
Mappa dell'Asia nel 1937

Definita comunemente, ma impropriamente "incidente", il 15 maggio 1932 si scatenò una rivolta di alcuni militari e contadini, che portò all'occupazione di alcune sedi del potere, tra cui la banca principale del Paese e la casa del primo ministro. Sui fatti si allestì un processo contro undici ufficiali, ma durante il dibattimento la loro figura venne assumendo toni eroici e un'ondata di rinascente nazionalismo colpì il Giappone; a supporto degli imputati si mobilitò gran parte dell'opinione pubblica.
Ancora più grave fu il cosiddetto incidente del 26 febbraio 1936: truppe ribelli della Prima Divisione "Gemma" si ammutinarono e assaltarono l'area governativa al centro di Tokyo uccidendo alcune alte personalità della dirigenza politica giapponese. I giovani ufficiali ribelli richiedevano un profondo rinnovamento sociale e politico del Giappone e favorivano un espansionismo aggressivo rivolto contro l'Unione Sovietica con una rinuncia ad attaccare la Cina. La ribellione fallì entro il 29 febbraio 1936 e la maggior parte degli ufficiali vennero processati, condannati a morte e fucilati, ma i capi militari accrebbero ugualmente il loro potere e proseguirono nei loro piani di espansione in Asia.

#### Seconda guerra mondiale

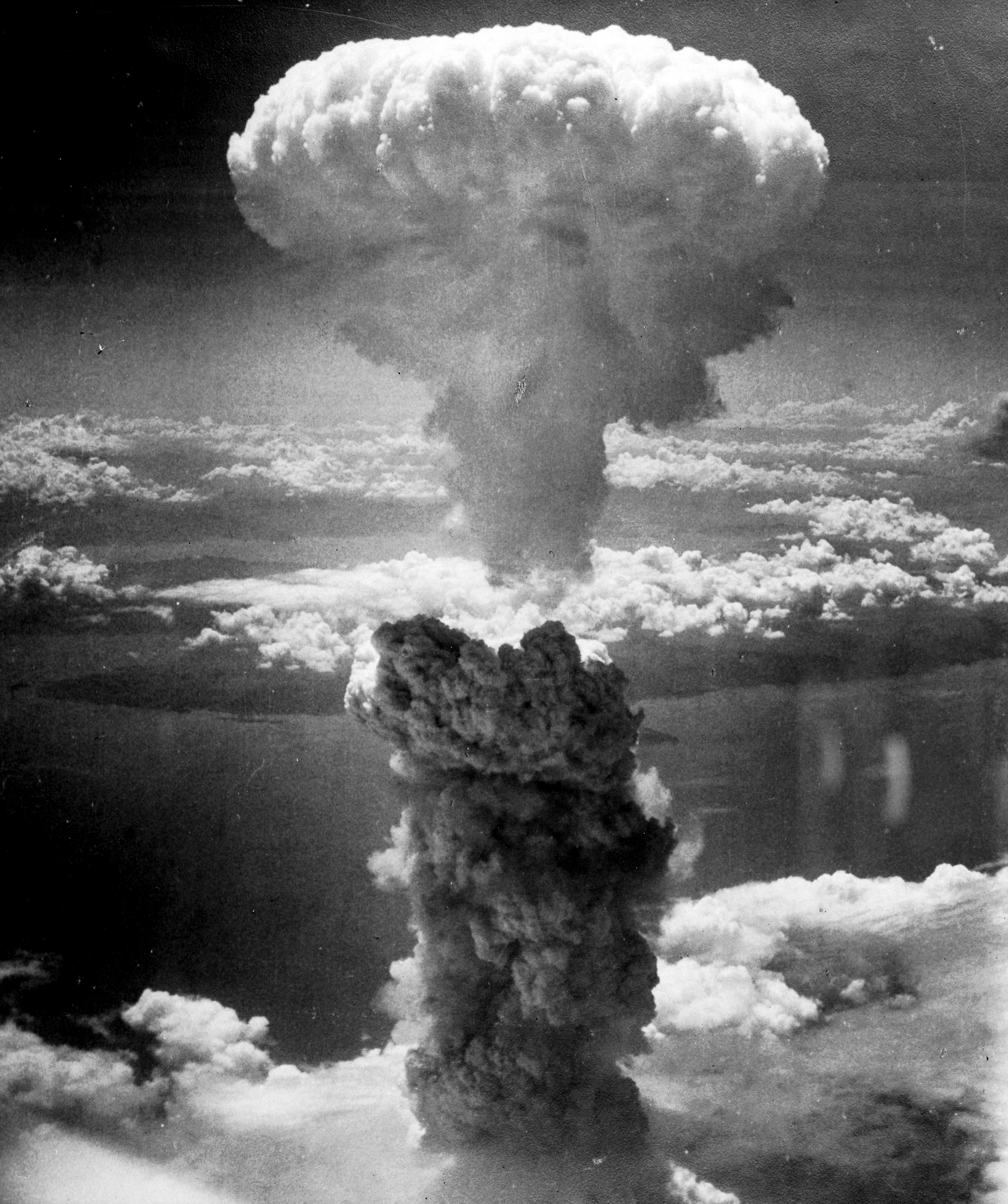
Fungo nucleare su Nagasaki

Nonostante fosse legato da un patto con tedeschi ed italiani, il Giappone restò fuori dalla guerra fino al dicembre del 1941, quando attaccò senza preavviso la flotta americana nel Pacifico di stanza a Pearl Harbor; l'attacco venne seguito da una dichiarazione formale di guerra contro gli Stati Uniti, completata da altre contro i paesi Alleati, come l'Inghilterra (con cui i giapponesi si scontreranno durante l'espansione nel sud-est asiatico verso l'India). Colti di sorpresa, gli americani reagirono e passarono all'offensiva, respingendo il nemico in battaglie come quella di Midway; la guerra si svolse da qui spesso a favore degli Stati Uniti fino a metà del 1945.
Il 6 agosto e il 9 agosto 1945, l'aviazione statunitense sganciò le prime atomiche su Hiroshima e Nagasaki; di fronte alla devastazione della nuova arma, l'imperatore Hirohito ordinò la resa (solo l'imperatore poteva dare l'ordine di arrendersi, altrimenti la popolazione e le forze armate avrebbero combattuto ad oltranza). Forse poco importante dal punto di vista storico, ma interessante per capire l'ostinazione di alcuni giapponesi nel non volersi arrendere agli Alleati, fu un tentativo di colpo di Stato, sventato fortunosamente e organizzato da alcuni ufficiali dell'esercito che tentarono di rapire l'imperatore, al fine di impedirgli di annunciare la resa alla radio.
Con la sconfitta della seconda guerra mondiale l'impero giapponese è stato sciolto e una nuova entità politica è stata istituita. Questo periodo del dopoguerra è caratterizzato dall'alleanza Stati Uniti-Giappone e la costituzione del dopoguerra.

#### Durante la guerra fredda

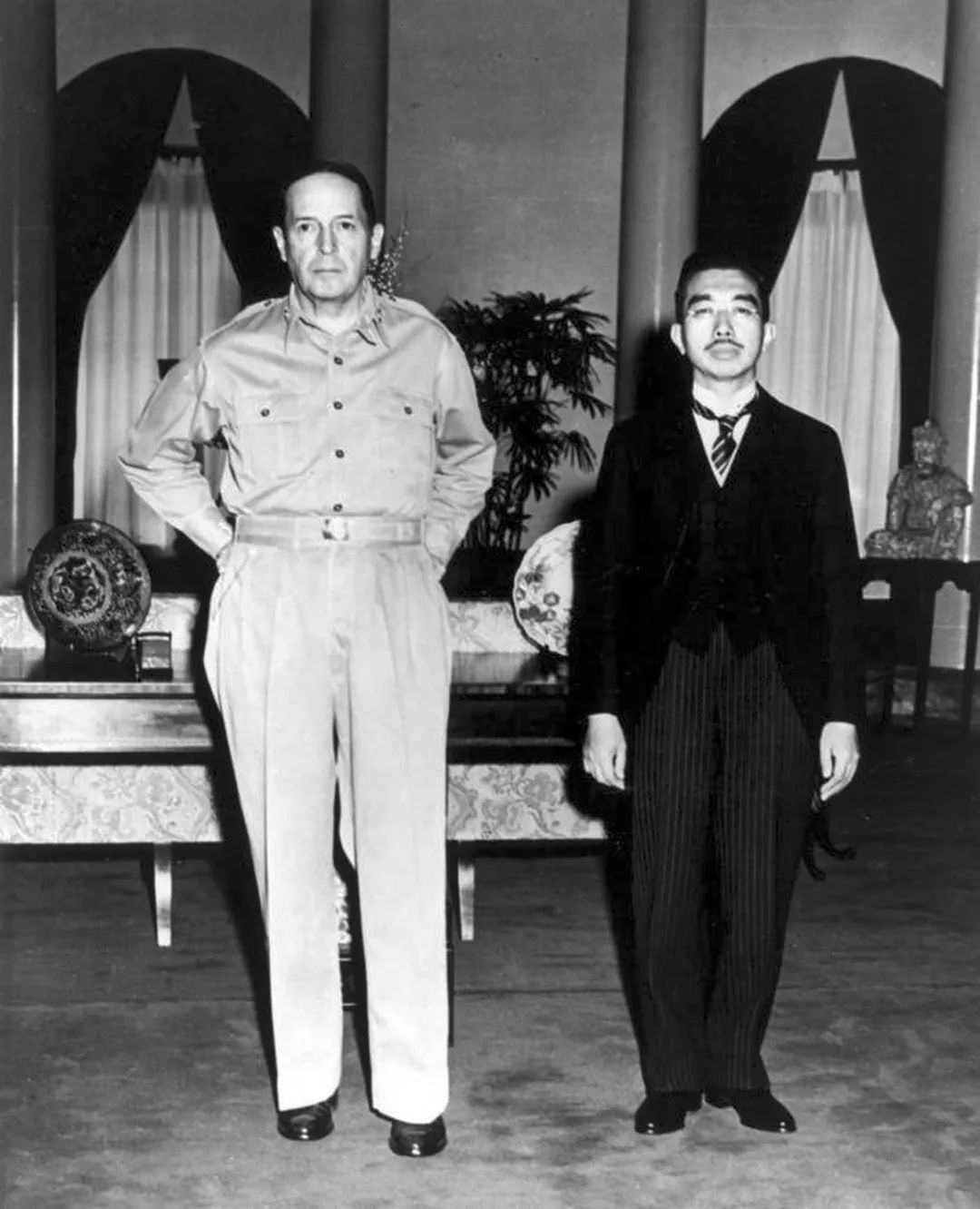
Hirohito e il generale MacArthur il 27 settembre 1945.

Dopo il 1945, l'esercito americano occupò il paese sotto il comando del generale Douglas MacArthur, che riorganizzò la struttura pubblica, istituzionale e militare del Giappone.
Come parte delle condizioni di resa, il Giappone fu obbligato a dichiarare la libertà di culto e la fine delle persecuzioni religiose. Dopo che il Giappone riottenne la propria sovranità, la libertà di culto rimase come parte integrante della nuova costituzione, voluta dagli Stati Uniti e che entrò in vigore nel maggio del 1947. Tra il maggio del 1946 e il novembre 1948 si svolse il processo di Tokyo, nel quale il tribunale militare per l'Estremo Oriente giudicò e condannò a morte i principali responsabili dei crimini di guerra. All'Imperatore venne concessa l'immunità e il mantenimento della sua posizione, con l'obbligo di rinunciare formalmente alla sua natura divina (Dichiarazione della natura umana dell'imperatore).
Gli obiettivi dichiarati dell'occupazione statunitense del Giappone erano la democratizzazione dell'ordinamento dello Stato giapponese e il ristabilimento di un'economia industriale di pace. Un programma di riforma agraria, inteso a promuovere la proprietà contadina della terra, fu avviato nel 1947 e nell'aprile 1946 alle donne fu concesso il diritto di voto nelle prime elezioni generali del dopoguerra, che portarono trentotto donne alla Dieta giapponese.
Durante il 1950 i negoziati concernenti il trattato di pace giapponese furono segnati da importanti divergenze tra gli Stati Uniti e l'Unione Sovietica. Nel mese di maggio a John Foster Dulles, consigliere del segretario di stato statunitense, venne conferito l'incarico di redigere il trattato, che fu pronto il 12 luglio del 1951. Ai primi di settembre si aprì a San Francisco la conferenza di pace, a cui gli Stati Uniti invitarono 55 Paesi, escluse la Cina nazionalista (Taiwan) e la Repubblica Popolare Cinese. Il trattato fu sottoscritto da 49 Paesi, tra cui il Giappone, mentre non venne approvato dall'Unione Sovietica, dalla Cecoslovacchia e dalla Polonia. In base al trattato di pace il Giappone rinunciava a ogni pretesa sulla Corea, Taiwan, le isole Curili, Sahalin e le isole in amministrazione mandataria. Nel contempo Stati Uniti e Giappone firmarono un accordo bilaterale, in base al quale gli Stati Uniti mantenevano basi militari e forze armate in Giappone e nei territori circostanti a titolo di difesa del Paese.
Il 28 aprile 1952 il trattato di pace entrò in vigore e il Giappone riacquistò piena sovranità. Nel corso dell'anno il governo giapponese concluse trattati di pace e riaprì le relazioni diplomatiche con Taiwan, la Birmania, l'India e la Iugoslavia. Nel corso del 1953 gli Stati Uniti spinsero quindi attivamente il Giappone al riarmo, come misura di tutela contro un eventuale attacco sovietico. Nel mese di agosto i due Paesi firmarono un trattato di aiuto inerente alla produzione giapponese di armamenti e nel marzo del 1954 fu sottoscritto un patto di reciproca difesa. La risoluzione delle controversie internazionali fu definita nel 1956 con l'ingresso del Giappone nell'ONU.
Gli anni sessanta, che furono suggellati da due manifestazioni di grande richiamo internazionale (le Olimpiadi di Tokyo nel 1964 e l'Esposizione universale di Osaka nel 1970), videro il Giappone salire ai vertici della produzione mondiale. Sul piano politico fu cruciale la riapertura di relazioni diplomatiche con la Cina (1972). In politica interna, in seguito a un grave scandalo (in cui sembra fossero coinvolti diversi uomini politici e industriali, oltre che una società aerospaziale statunitense, la Lockheed), il partito liberal-democratico (Jiyu Minshu-to o Jiminto), in occasione delle elezioni del dicembre 1976, perse per la prima volta la maggioranza alla camera bassa: da allora vari rappresentanti del partito si avvicendarono alla carica di primo ministro fino al novembre del 1982, quando venne nominato Nakasone Yasuhiro. Dopo un calo di consensi nel 1983 i liberaldemocratici riportarono una schiacciante vittoria elettorale nel 1986 e Noboru Takeshita sostituì Nakasone nel novembre del 1987.
Intorno alla metà degli anni ottanta la crescita dell'economia giapponese cominciò a rallentare, anche a causa della debolezza del dollaro rispetto allo yen, che provocò un calo delle esportazioni.

### Periodo Heisei (1989-2019)

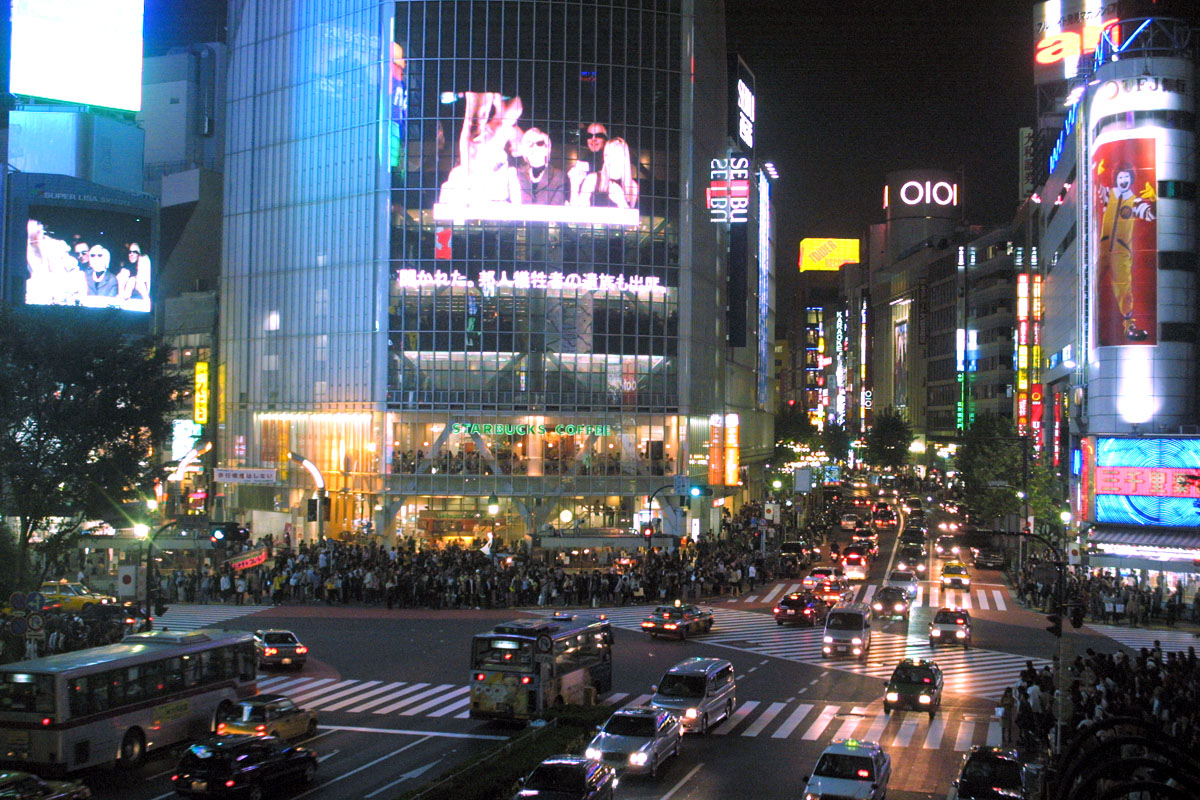
Distretto di Shibuya a Tokyo, quartiere moderno dove si sviluppa la vita notturna e la moda popolare giapponese

L'imperatore Akihito è salito al trono dopo la morte di suo padre Hirohito nel 1989, anno che segnò una delle più rapide crescite economiche nella storia giapponese. Con uno yen forte e un tasso di cambio con il dollaro favorevole la Banca del Giappone mantenne bassi i tassi di interesse, dando vita a un boom degli investimenti che fece salire il valore delle proprietà immobiliari a Tokyo di oltre il 60% in un anno. Poco dopo Capodanno il Nikkei 225 raggiunse il suo valore massimo di 39.000. Nel 1991 era ricaduto a 15.000 segnando la fine della "bolla economica" giapponese.
Lo scandalo Recruit del 1988 aveva già eroso la fiducia pubblica nel Partito Liberale Democratico che aveva controllato il governo del Paese per trentotto anni. Nel 1993 venne sconfitto da una coalizione guidata da Morihiro Hosokawa. La coalizione collassò perché i partiti che la componevano si erano riuniti semplicemente per sconfiggere il Partito Liberale Democratico e mancavano di una posizione unitaria su praticamente ogni argomento sociale. Il Partito Liberale Democratico tornò al governo nel 1996, quando aiutò a eleggere il socialdemocratico Tomiichi Murayama come primo ministro.
Il periodo Heisei ha segnato anche il riemergere del Giappone come potenza militare mondiale. Nel 1991 il Giappone versò miliardi di dollari per sostenere la guerra del Golfo, ma motivi costituzionali impedirono una partecipazione o un supporto diretto. Sminatori vennero inviati come parte dello sforzo di ricostruzione. In seguito all'invasione dell'Iraq nel 2003 il gabinetto del primo ministro Junichiro Koizumi approvò un piano per l'invio di circa mille soldati della Forza di autodifesa giapponese per aiutare la ricostruzione dell'Iraq, il più grosso invio di truppe oltremare successivamente alla seconda guerra mondiale senza la sanzione delle Nazioni Unite.
Nel 1995 un forte terremoto colpì Kobe. Il 20 marzo dello stesso anno terroristi del gruppo Aum Shinrikyō liberarono gas sarin nella metropolitana di Tokyo, uccidendo dodici persone, tra cui due addetti della Tokyo Metro e un passeggero, e intossicando gravemente oltre trecento persone.
Nel 1997 il Giappone fu duramente colpito dalla crisi finanziaria asiatica.
Dal 2005 al 2012 si sono alternati in Giappone sette primi ministri: dopo Koizumi sono seguiti Shinzō Abe, Yasuo Fukuda, Tarō Asō, Yukio Hatoyama, Naoto Kan, Yoshihiro Noda e di nuovo Abe.
L'11 marzo 2011 il terremoto più forte mai registrato in Giappone, con epicentro a 130 km al largo Sendai, ha sconvolto il nord del Paese e provocato uno tsunami che ha devastato le coste nord-orientali.

### Periodo Reiwa (2019-presente)
Il regno dell'attuale imperatore Naruhito è iniziato con l'abdicazione di suo padre Akihito nel 2019, la prima dopo 202 anni. A partire dall'anno successivo il Paese è stato colpito dalla pandemia di COVID-19, ma ha comunque ospitato i Giochi della XXXII Olimpiade nel 2021.